# Gustav Woldemar Focke

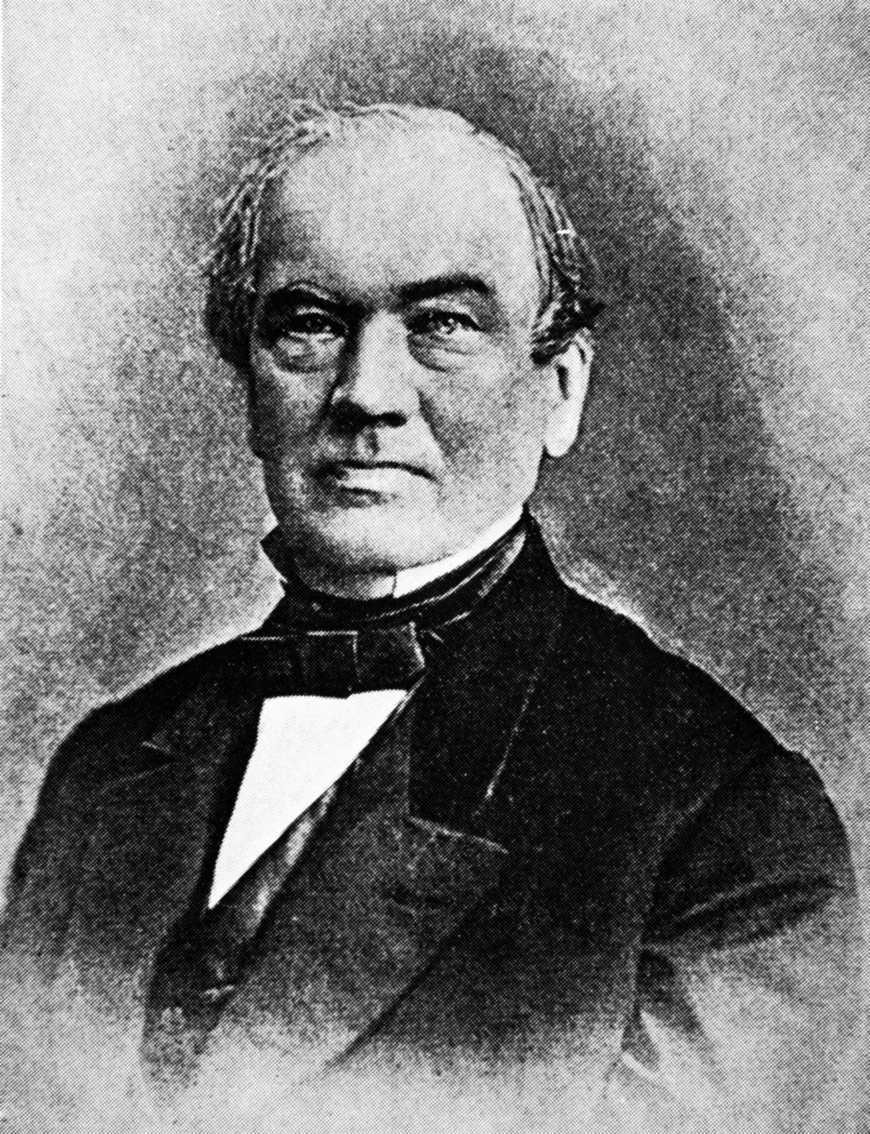
Gustav Woldemar Focke

Gustav Woldemar Focke, bisweilen auch Gustav Waldemar Focke, (* 24. Januar 1810 in Bremen; † 1. Juni 1877 in Bremen) war ein deutscher Arzt und Naturforscher.

## Biografie
Fockes Eltern waren der Notar und bremische Postdirektor Christian Focke (1774–1852) und Dorothee (Doris) Olbers (1786–1818), Tochter des bekannten Astronomen Heinrich Wilhelm Olbers. Zudem war er ein Neffe des Arztes und Naturforschers Gottfried Reinhold Treviranus. Bereits in jungen Jahren befasste er sich mit botanischen und anderen naturwissenschaftlichen Studien. Ab 1830 studierte er an der Universität Heidelberg Medizin und erwarb dort 1833 den Doktortitel.
Für weitere Studien ging er zunächst nach Wien, wo er die Bekanntschaft des Botanikers Stephan Ladislaus Endlicher machte, der später eine Pflanze aus der Familie der Seidenpflanzengewächse Focke zu Ehren Fockea benannte. In der Folge kam er nach Berlin, wo er Schüler von Christian Gottfried Ehrenberg wurde, dessen mikroskopischen Untersuchungen ihn stark beeinflussten. Abschließend verbrachte er einige Zeit in Halle, um dort an der Krukenbergschen Klinik seine medizinischen Fachkenntnisse zu vertiefen.
1835 kehrte Focke mit einem hervorragenden Examensergebnis nach Bremen zurück, wo er eine Tätigkeit als praktischer Arzt aufnahm. Darüber hinaus assistierte er seinem Großvater Heinrich Wilhelm Olbers bis zu dessen Tod 1840 bei dessen astronomischen Studien und befasste sich in Zusammenarbeit mit Peter Wolf und Georg Christian Kindt mit mikroskopischen Untersuchung. Um 1838 entdeckte er so das Glaskrebschen, das er Georg Christian Kindt zu Ehren Leptodora kindtii benannte.
In den folgenden Jahren war Focke zudem als emsiger Förderer der Wissenschaften in Bremen tätig. So war er Mitglied des bremischen Gesundheitsrates, der Direktion der Gesellschaft Museum und organisiert 1844 als fachlicher Leiter – neben Bürgermeister Johann Smidt als Vorsitzenden – eine Versammlung der Gesellschaft Deutscher Naturforscher und Ärzte in Bremen. 1860 wurde er Mitglied der Deutschen Akademie der Naturforscher Leopoldina und 1864 Gründungsmitglied des Naturwissenschaftlichen Vereins zu Bremen dessen Vorsitzender er in der Nachfolge des Apothekers und Naturforschers Georg Christian Kindt ab 1869 war. Er hielt zahlreiche Vorträge, veröffentlichte jedoch nur selten Ergebnisse seiner Forschung in Fachpublikationen.
1869 erwarb Focke das Gut Holdheim in Oberneuland. Er ließ im Park des Anwesens seltene Gewächse pflanzen und eine „Grotte“ bauen. 1877 verstarb Gustav Woldemar Focke.

## Veröffentlichungen
- De respiratione vegetabilium. 1833 (Dissertation).
- Die Krankheit der Kartoffeln im J. 1845. 1846.
- Physiologische Studien. 2 Hefte, 1847 und 1854.
- Ueber einige Organisationsverhältnisse bei polygastrischen Infusorien und Räderthieren. Isis, 1836, S. 785.
- Planaria Ehrenbergii. Wiener Mus. Ann. I. S. 191.
- Ueber schalenlose Radiolarien des süßen Wassers. Zeitschr. f. wissensch. Zoologie XVIII. S. 345.
- Ein neues Infusorium. Abh. d. Naturw. Ver. zu Bremen. V. S. 103.
- Amtlicher Bericht über die zweiundzwanzigste Versammlung deutscher Naturforscher und Aerzte in Bremen im September 1844. Bremen, 1845[3]